# Palencia (stacja kolejowa)
Palencia (hisz: Estación de Palencia) – stacja kolejowa w Palencii, w prowincji Palencia, we wspólnocie autonomicznej Kastylia-León, w Hiszpanii. Położona jest w pobliżu centrum miasta, obok parku i dworca autobusowego.
Jest to mała stacja składająca się z dwóch peronów. Budynek dwupiętrowy, ale wykorzystywany jest jedynie parter. Znajduje się tu kawiarnia-restauracja, kiosk z prasą, księgarnia i informacja oraz kasy biletowe.